# João de Deus (football)
Pour les articles homonymes, voir João de Deus.
João Carlos Pires de Deus, communément appelé João de Deus, est un footballeur puis entraîneur portugais, né le 6 novembre 1976 à Setúbal. Il évolue au poste de défenseur du milieu des années 1990 au milieu des années 2000.
Formé au Vitória Setúbal, il évolue ensuite notamment au FC Barreirense. Reconverti entraîneur, il dirige de 2008 à 2010 la sélection nationale du Cap-Vert puis dirige l'AD Ceuta, le SC Farense, l'Atlético CP, UD Oliveirense, et le Gil Vicente.

## Biographie
João de Deus intègre le centre de formation du Vitória Setúbal en 1990. Il ne parvient pas à percer en équipe première et, rejoint, en 1996, le CD Beja (en) en deuxième division portugaise. Il dispute neuf rencontres avec le club qui descend en fin de saison puis rejoint le Seixal FC qui vient de monter en troisième division. Après une saison avec ce club, il signe au GD Estoril-Praia puis s'engage en 1999 avec le Lusitano de Évora en quatrième division. Le club termine en fin de saison vice-champion derrière le Seixal FC, la saison suivante, il termine dernier de troisième division et redescend. 
João de Deus s'engage en 2001 avec le FC Barreirense, club de deuxième division. Titulaire sur le flanc droit de la défense, il dispute deux saisons avec l'équipe avant de terminer sa carrière dans son club formateur, le Vitória Setúbal.
Il devient alors préparateur physique au sein de ce club, poste qu'il occupe jusqu'en 2007 puis rejoint, toujours au même poste, la sélection nationale du Cap-Vert, puis le club angolais du Grupo Desportivo Interclube pendant deux ans.
En avril 2008, il devient sélectionneur du Cap-Vert et exerce ce poste pendant deux ans,. Il rejoint en juin 2010, un club espagnol de troisième division, l'AD Ceuta. Après une saison en Espagne, il signe en, 2011, avec l'Atlético CP qui vient d'être promu en deuxième division portugaise. Après un bon début de saison qui voit le club en tête du championnat, il quitte l'équipe en février malgré le soutien de ses dirigeants. À l'été 2012, il est engagé par l'UD Oliveirense pour une durée d'un an.
Le 30 mai 2013, il est présenté par António Fiúza comme le nouvel entraîneur du club de Gil Vicente pour les deux saisons à venir. Après une saison au club, il est démis de ses fonctions au début de la saison 2014-2015 après trois défaites lors des trois premières rencontres. Il devient en octobre 2014 l'entraîneur du Sporting Portugal B où il succède à Francisco Barão qui devient son assistant.